# Coeruleotaygetis periboea
Coeruleotaygetis periboea är en fjärilsart som beskrevs av Frederick DuCane Godman och Osbert Salvin 1880. Coeruleotaygetis periboea ingår i släktet Coeruleotaygetis och familjen praktfjärilar. Inga underarter finns listade i Catalogue of Life.